# Franciszek Poniatowski (kanonik)
Franciszek Józef Poniatowski herbu Ciołek (ur. 1723, zm. 1749) – kanonik i proboszcz katedry krakowskiej, kanclerz gnieźnieński od 1748.

## Życiorys
Był synem Stanisława Poniatowskiego i Konstancji Czartoryskiej, bratem późniejszego króla Polski Stanisława Augusta Poniatowskiego. Przeznaczony przez rodziców do kariery duchownej, otrzymywał stosowne nauki w seminariach w Niemczech i francuskiej miejscowości Issy-les-Moulineaux. Od osiemnastego roku życia Franciszek cierpiał na epilepsję, którą próbował leczyć w zagranicznych uzdrowiskach. W 1745 powrócił do Polski, gdzie trzy lata później został kanclerzem gnieźnieńskim. Na krótko przed śmiercią objął również funkcję proboszcza katedry krakowskiej.